# Józef Gąsienica-Sobczak
Józef Gąsienica-Sobczak (ur. 9 lipca 1934 w Kościelisku) – polski biegacz narciarski i biathlonista, czterokrotny olimpijczyk.

## Kariera
Jest jednym z niewielu Polaków, którzy wzięli udział w czterech zimowych igrzyskach olimpijskich. Do 1960 startował w biegach narciarskich, a później głównie w biathlonie, chociaż dalej odnosił sukcesy w biegach.
Na igrzyskach olimpijskich w Cortinie d’Ampezzo w 1956 roku zajął 44. miejsce w biegu na 15 km oraz 10. miejsce w sztafecie 4 × 10 km. W Squaw Valley (1960) zajął 34. miejsce w biegu na 30 km. W dwóch następnych igrzyskach startował w biathlonie. Podczas igrzysk w Innsbrucku (1964) był dwudziesty w biegu indywidualnym, a w Grenoble (1968) nie ukończył biegu.
Startował w siedmiu mistrzostwach świata w biathlonie; zdobył na nich trzy medale: w Elverum w 1965 brązowy medal w klasyfikacji drużynowej a w Garmisch-Partenkirchen w 1966 srebrne medale w biegu na 20 km indywidualnie i w sztafecie 4 × 7,5 km. Wyniki w pozostałych startach: Umeå (1961) – 13. miejsce indywidualnie i 5. drużynowo; Hämeenlinna (1962) – 18. miejsce indywidualnie i 6. drużynowo; Seefeld (1963) – 13. miejsce indywidualnie i 5. drużynowo, Elverum (1965) – 6. miejsce indywidualnie; Altenberg (1967) – 49. miejsce indywidualnie i 6. miejsce w sztafecie; Zakopane (1969) – 20. miejsce indywidualnie i 6. w sztafecie.
Nigdy nie był mistrzem Polski w biathlonie (mistrzostwa rozgrywano od 1967), ale ma w swym dorobku dwa tytuły w narciarstwie klasycznym, oba w sztafecie 4 × 10 km (oba w 1967 i 1969), był również wicemistrzem w biegu na 30 km w 1962 i w sztafecie 4 × 10 km w 1955, 1964 i 1966.

## Osiągnięcia w biegach narciarskich

### Igrzyska olimpijskie
| Miejsce | Dzień       | Rok  | Miejscowość       | Konkurencja             | Czas biegu | Strata   | Zwycięzca        |
| ------- | ----------- | ---- | ----------------- | ----------------------- | ---------- | -------- | ---------------- |
| 44.     | 30 stycznia | 1956 | Cortina d’Ampezzo | 15 km stylem klasycznym | 49:39      | +7:00    | Hallgeir Brenden |
| 9.      | 4 lutego    | 1956 | Cortina d’Ampezzo | Sztafeta 4 × 10 km      | 2:15:30    | +10:0    | ZSRR             |
| 34.     | 19 lutego   | 1960 | Squaw Valley      | 30 km stylem klasycznym | 1:51:03,9  | +15:08,8 | Sixten Jernberg  |

## Osiągnięcia w biathlonie

### Igrzyska olimpijskie
| Rok  | Miejscowość | Konkurencje | Konkurencje | Konkurencje | Konkurencje | Konkurencje | Konkurencje | Konkurencje |
| Rok  | Miejscowość | IN          | SP          | PU          | MS          | RL          | MR          | SR          |
| ---- | ----------- | ----------- | ----------- | ----------- | ----------- | ----------- | ----------- | ----------- |
| 1964 | Innsbruck   | 20.         | nd.         | nd.         | nd.         | nd.         | nd.         | –           |
| 1968 | Grenoble    | DNF         | nd.         | nd.         | nd.         | –           | nd.         | –           |

### Mistrzostwa świata
| Rok  | Miejscowość            | Konkurencje | Konkurencje | Konkurencje | Konkurencje | Konkurencje | Konkurencje | Konkurencje |
| Rok  | Miejscowość            | IN          | SP          | PU          | MS          | RL          | MR          | SR          |
| ---- | ---------------------- | ----------- | ----------- | ----------- | ----------- | ----------- | ----------- | ----------- |
| 1961 | Umeå                   | 13.         | nd.         | nd.         | nd.         | 5.          | nd.         | –           |
| 1962 | Hämeenlinna            | 18.         | nd.         | nd.         | nd.         | 6.          | nd.         | –           |
| 1963 | Seefeld                | 13.         | nd.         | nd.         | nd.         | 5.          | nd.         | –           |
| 1965 | Elverum                | 6.          | nd.         | nd.         | nd.         | 3.          | nd.         | –           |
| 1966 | Garmisch-Partenkirchen | 2.          | nd.         | nd.         | nd.         | 2.          | nd.         | –           |
| 1967 | Altenberg              | 49.         | nd.         | nd.         | nd.         | 6.          | nd.         | –           |
| 1969 | Zakopane               | 20.         | nd.         | nd.         | nd.         | 6.          | nd.         | –           |

## Odznaczenia
- Odznaka Zasłużony Mistrz Sportu
- Złoty Medal za Wybitne Osiągnięcia Sportowe
- Krzyż Kawalerski Orderu Odrodzenia Polski (2024)[2]

## Życie prywatne
Prowadził gospodarstwo rolne. Mieszka w Kościelisku. Ojciec Józef Gąsienica-Sobczak; matka Stefania Stopka-Dziaduś. Żona - Zofia Marusarz. Troje dzieci - Wojciech ur. 1966, Danuta ur. 1969 i Maciej ur. 1976. Jego wnuczką jest olimpijka w snowboardzie Aleksandra Michalik.